# Geografia della Grecia

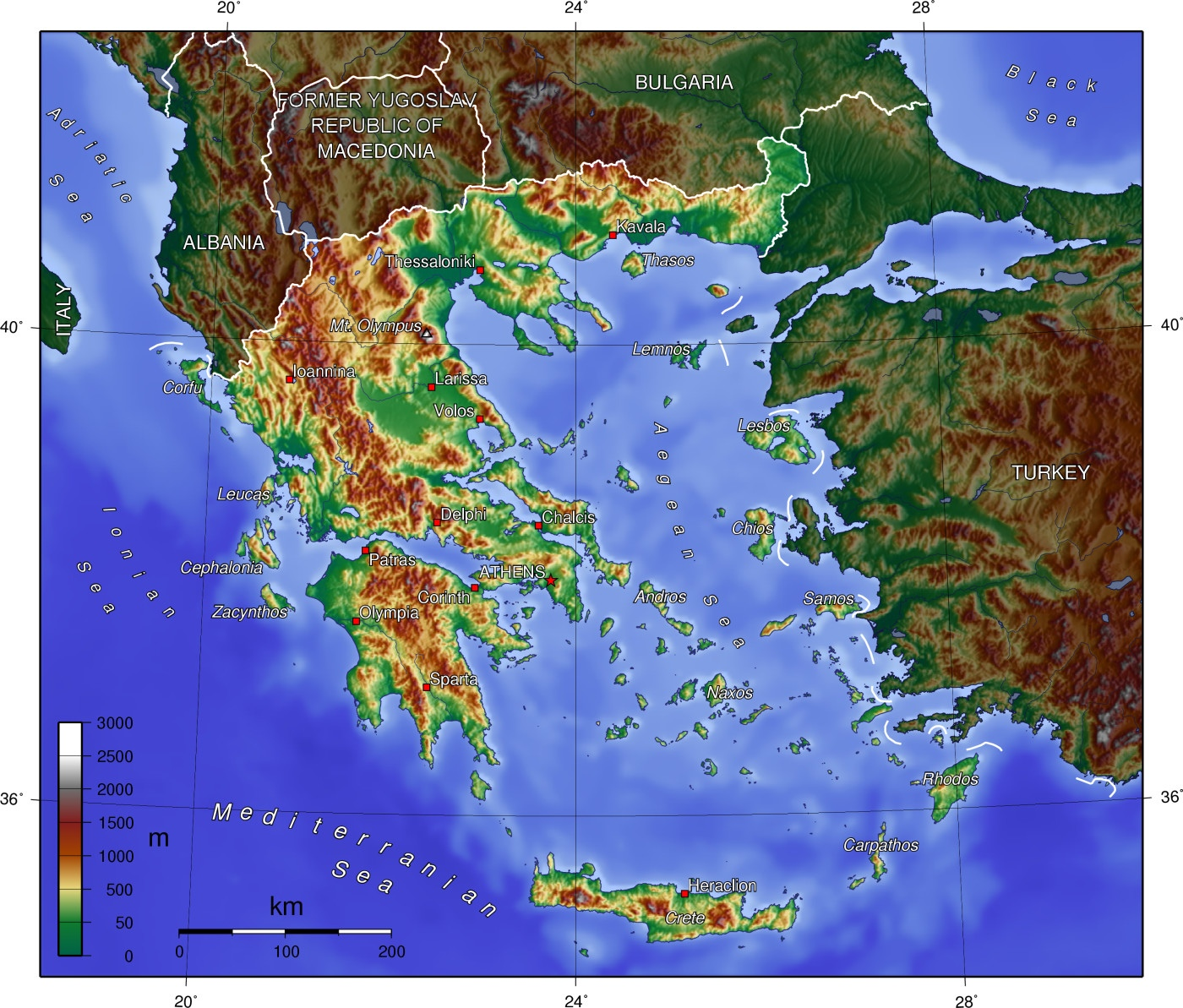
Carta topografica della Grecia

La Grecia è uno stato dell'Europa sudorientale, all'estremità meridionale della Penisola Balcanica; si allunga nella parte mediana del Mediterraneo orientale, e il mare si insinua tra le terre con profonde insenature, frazionandole. La particolare configurazione orizzontale unitamente con quella verticale contribuisce a distinguere il territorio in un numero considerevole di individui geografici. 
Nella sezione occidentale prende evidenza una fascia montuosa prevalentemente calcarea, in continuazione delle Alpi Albanesi e di tutto il sistema dinarico della Dalmazia; essa è costituita da rilievi che divengono sempre più modesti e fratturati quanto più si procede verso sud e sud-est, ove si accentua la forma peninsulare vera e propria; questa si frange poi in penisolette minori e, nello specchio di mare antistante, in uno sciame d'isolette (in parte vulcaniche), veri e propri frammenti di un gran ponte spezzato fra l'Europa e l'Asia Minore (l'Egeide dei geologi). 
Nella sezione centrale del territorio si distingue una serie di pieghe più antiche, con direzione da ovest a est, nelle quali fratture e sprofondamenti recenti hanno determinato la formazione di fosse e bacini più o meno estesi e profondi. Ben distinta dal resto è la sezione di nord-est costituita dai contrafforti meridionali del Rodope, separati tra loro da ampie valli fluviali o da estese depressioni, già occupate da laghi e ora invase dal mare o bonificate.

## Morfologia

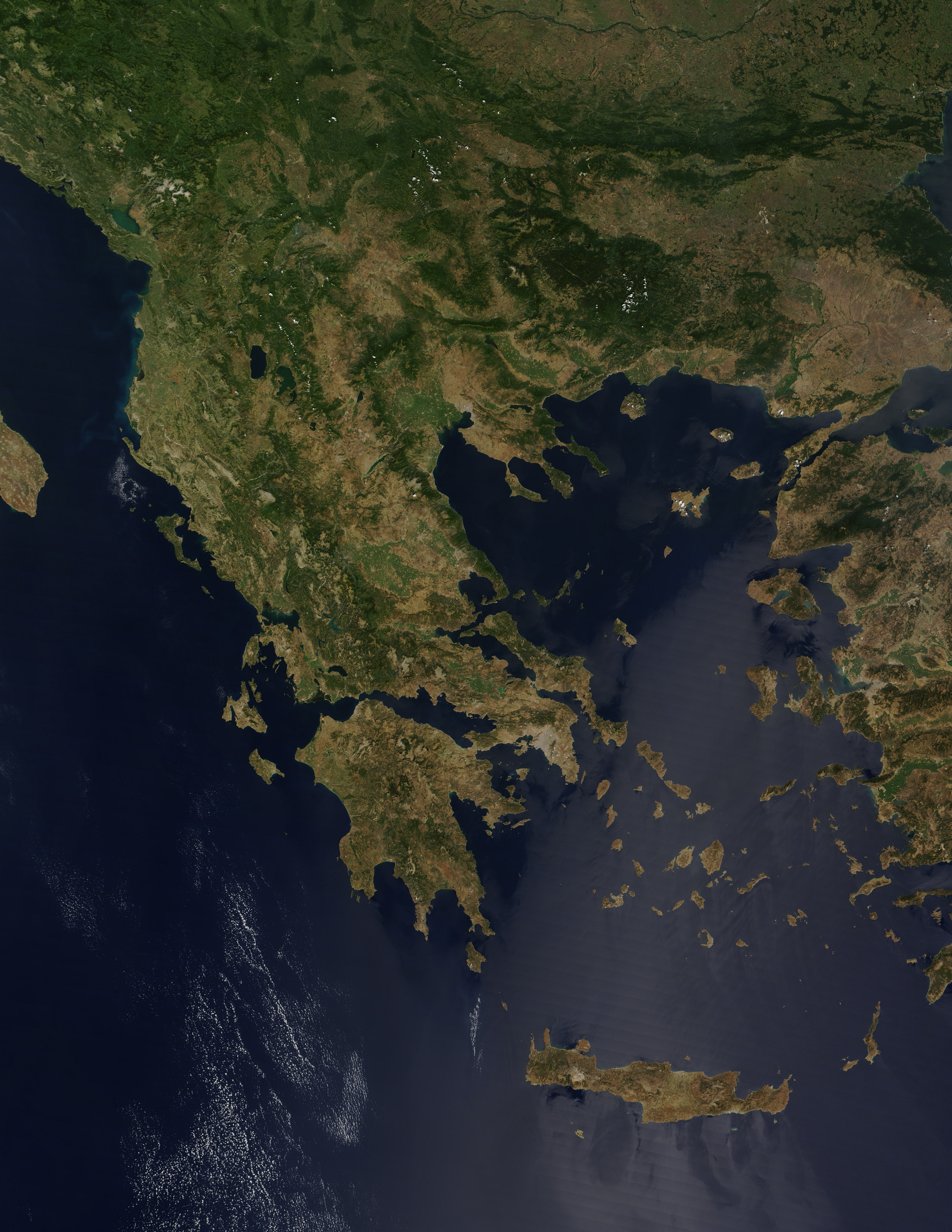
Immagine satellitare della Grecia

Il contorno costiero del Paese è fortemente articolato; inoltre, una porzione notevole, pari a circa il 17% della superficie territoriale, appartiene alle isole. I golfi di Arta e di Volo (già di Ambracia e Pegaseo) segnano da ovest a est la linea che distingue la parte più massiccia della Grecia da quella più frazionata. Inoltre i golfi di Patrasso, di Corinto e Saronico distinguono nettamente l'appendice costituita dal Peloponneso (Morea), facendone quasi un'isola, anche perché l'istmo di Corinto, tenue peduncolo che teneva congiunto il Peloponneso all'Attica, è stato inciso nel 1893 con un canale che collega i due opposti mari: lo Ionio e l'Egeo. Il Peloponneso si articola in penisole minori, di cui una, l'Argolide, manda una sua ala sfrangiata verso sud-est, delimitando il golfo di Saronico, mentre altre tre si protendono a sud a formare le estreme punte meridionali del continente europeo, con il capo Màlea a est, di fronte a Cerigo (Citera), il capo Matapan o Tenaro nel mezzo, e il capo Akritas a ovest, delimitando così i golfi Argolico, di Laconia e di Messenia. 
Quelli citati non sono i soli golfi della costa greca: ve ne sono altri numerosissimi. Il golfo Termaico, presso Salonicco, è il maggiore di quelli del settore nordorientale ed entra profondamente nella Macedonia greca in direzione della valle del Vardar (Axios); seguono, più a est, quelli minori, ma anch'essi fortemente pronunciati, di Cassandra, di Monte Athos e di Orfàni, interposti fra tre penisolette strette e allungate, saldate a un'unica, più tozza penisola, quella Calcidica. Relativamente meno articolata è la costa ionica, ove si escludano i citati golfi di Arta e di Patrasso e quello di Kyparissia, nel Peloponneso. Lo sviluppo costiero della Grecia, anche escludendo quello delle isole, è dunque eccezionalmente esteso in confronto alla superficie del Paese. Mentre infatti questa è inferiore, p. es., a quella del Portogallo, lo sviluppo delle coste supera invece quello di tutta quanta la penisola iberica.
Quanto al rilievo, la fascia dinarica si prolunga a sud dell'Albania nella catena del Pindo e nell'insieme dei suoi contrafforti (alcuni dei quali ormai del tutto isolati), che occupano tutta la Grecia sino all'insenatura di Patrasso-Corinto. Gran massa calcarea a pieghe parallele divise da profonde valli e gole, il Pindo corre dallo Smólikas (2637 m) al Peristeri (2195 m) e al Tymfrestós (2315 m), alto e selvaggio, variamente diramato in catene minori. L'Olimpo è la più alta cima di tutta la regione pindo-dinaro-balcanica e si eleva a 2918 m su un largo piedistallo fra l'Aliákmon e il Tembi (anche Tempe). A sud di questo fiume l'Ossa (1978 m) e il Pelio (1547 m) con il loro prolungamento a sud, nell'alta schiena sottile di rocce cristalline, formano la penisola di Magnesia, volta a uncino intorno all'ampio golfo di Volo.
La conca della Tessaglia è la più estesa area alluvionale, forse la più importante della Grecia; nella sua parte occidentale vi è la pianura di Farsalo, ove Pompeo fu vinto da Cesare nel 48 a.C., e presso Trikkala, a 111 m, nell'alta valle del Peneo (Tembi), vi sono i «Conventi delle Meteore», quasi nidi di aquile in particolari ambe calcaree a pareti ripidissime. Ai confini della Tessaglia con l'Ellade si innalza la scoscesa catena dell'Othris (1727 m) e, alla svolta del golfo di Lamia o Maliaco, ecco un nuovo ostacolo nella catena dell'Eta (2158 m), che chiudeva il passo delle Termopili, un tempo assai più ristretto che non sia oggi, dopo le alluvioni deposte dallo Sperkhiós. Ed ecco ancora, dopo i monti della Locride orientale, dopo il bacino di Tebe, un altro allineamento di difese più o meno ripide, presso l'estremità meridionale del Pindo, là dove esso manda le sue ultime diramazioni nell'Etolia e nell'Acarnania a ovest e nella Focide a est: il Parnaso (2457 m), l'Elikón (antico Elicona, 1748 m) e il Kithairón (antico Citerone, 1404 m).
Il Peloponneso presenta a nord un'alta e dirupata schiena montuosa con l'Erimanto (Erymanthos) e il Cillene (Killene), rispettivamente a 2224 e a 2376 m, le cime più alte delle montagne dell'Acaia, che si stendono dalle sponde del golfo di Patrasso, su cui incombono a formare lo stretto di Naúpaktos (Lepanto), fino al capo Skyli, estremità sud-est dell'Argolide. Nell'intrico di rilievi montuosi che ricopre gran parte del Peloponneso si distinguono il Parnone e il Taigeto. La catena del Parnone, a est di Sparta, forma l'ossatura della penisoletta che si protende fino al capo Málea. Le montagne dell'Arcadia, al centro, si ramificano qua e là formando monti e valli di un tipico paesaggio pastorale, proverbiale per le sue tranquille foreste, onde tanto rinomata fu l'Arcadia in ogni tempo. Nella parte centromeridionale il «pentadactilo» Taigeto, con i suoi cinque picchi, presenta con la sua sommità (monte S. Elia, 2407 m) il vero tipo di rilievo denudato, così comune in tutta la fascia sud-est della Dinaride.
A ponente fanno corteggio alla Grecia, complemento vivo delle sue ricche articolazioni, le isole Ionie: Corfù, antica Corcira (Kérkyra), la Scheria omerica, distesa innanzi all'Epiro, visibile dal promontorio di Leuca funge quasi da ponte con l'Italia; S. Maura (Leukás), Cefalonia (Kefallenía), Itaca (Itháke) e Zante (Zákinthos), con alcuni isolotti vicini, costituiscono un arcipelago emergente davanti all'ingresso del golfo di Patrasso. Cefalonia è la più grande, Itaca la più famosa. Minuscole sono invece le Strofadi (o Strivali o Stamfane), che sorgono al largo del golfo di Arcadia. A sud del Peloponneso, battute dalle onde dell'Egeo e dello Ionio, vi sono in allineamento diretto verso Creta diverse isole, tra cui le maggiori sono Cerigo (Kýthera) e Cerigotto (Antikýthera).
Nell'Egeo le numerose isole e isolotti, che vi formano l'arcipelago omonimo, si connettono strutturalmente e geologicamente al continente, di cui accentuano la forma sfrangiata. Le Sporadi settentrionali, a nord, rappresentano la prosecuzione semisommersa dei rilievi continentali; il gruppo da Skiato (Skíathos) a Sciro (Skýros) costituisce un braccio semisommerso dei rilievi costieri che s'ergono dall'Olimpo al Pelio e formano la penisoletta che cinge il golfo di Volo. La stessa caratteristica presenta la grande Eubea, la cui direzione generale è altresì parallela a tutta una serie di rilievi come, p. es., le catene dell'Attica e dell'Argolide. Le Cicladi, che continuano a sud-est le catene dell'Eubea e dell'Attica, appartengono alle stesse formazioni rocciose continentali: si tratta di culminazioni emergenti di catene sommerse, formate di scisti micacei, di depositi calcarei e di marmi cristallini, come quelli di Nasso (Náxos) e di Paro (Páros), con grotte meravigliose. Sono isole per lo più spoglie di vegetazione, il cui aspetto squallido contrasta con la fama data loro dalla poesia e dalla storia. Le Cicladi, disposte intorno a Delo, l'isoletta sacra ad Apollo, sono limitate a sud da una serie di isole vulcaniche, che segnano l'orlo della profonda fossa dell'Egeo a nord di Creta, dove il mare si sprofonda fin oltre i 2000 metri. Milo (Mílos) è la più grande di queste isole vulcaniche, con cratere irregolare, sboccato a nord-ovest e formante un porto naturale fra i più vasti del Mediterraneo; è ricca di solfatare e di sorgenti termali. Assai nota è anche l'isoletta di Santorino (Thíra, antica Thera), meraviglioso campo di studio per il geologo: un arco craterico incurvato a ponente, ove si aderge, come una muraglia rovinata, l'antica Tirasia.
La distesa delle Cicladi va da Andro (Ándros), la più vicina all'Eubea, fino a Stampalia (Astipálaia) a sud-est, con Nasso (Náxos) e Paro nel mezzo, e Sira (Síros), già centro dei commerci dell'Egeo. Più a oriente appartengono alla Grecia ancora parecchie isole che morfologicamente fanno già parte dell'Asia Minore. Sono a nord Lemno (Límnos), Lesbo (Lésbos), Chio (Chíos), Samo (Sámos), Nicaria (Ikaría) e tutto il rimanente gruppo delle Sporadi meridionali, che costituiscono il cosiddetto Dodecaneso, tra cui Rodi (Rhódos), Scarpanto (Kárpathos) e Coo (Kós). A sud la più estesa tra le isole greche, Creta (Kríti), chiude, con direzione ovest-est, il lato meridionale dell'arcipelago del mare Egeo e il mare stesso, formando con Scarpanto e Caso (Kásos) a est, e Cerigo e Cerigotto a ovest come un grande arco tra il Peloponneso meridionale e la Turchia sudoccidentale.
Quanto alle rocce, quelle calcaree predominano nella parte occidentale dei corrugamenti adriatico-ionici, dando luogo al caratteristico paesaggio carsico (doline, uvala, polje), quelle cristalline nella parte orientale, nordorientale e insulare (Cicladi e alcune delle Sporadi). Tra le due aree di diffusione ve n'è una terza calcareoscistosa, ricca di rocce eruttive. Limitati a pochi tratti costieri sono i terreni alluvionali del Quaternario.

## Idrografia
Il carattere prevalentemente carsico di questa magnifica appendice della regione pindo-dinarica è di per sé sufficiente a darci un'idea della sua idrografia: non veri fiumi o abbondanza di acque scorrenti in superficie, tranne che nel versante occidentale del Pindo, a sud del passo di Zygos (1551 m), ove termina la Dinaride illirica o albanese e incomincia il Pindo ellenico. Di là scaturiscono la Vojussa (albanese Vijosë; greco Aóös) diretta a nord-ovest nell'Adriatico, l'Árakhthos, che scende a sud nel golfo di Arta, e poco più a sud l'Aspropotamo o Acheloo (Akhelóös), il più abbondante e impetuoso dei fiumi greci, che scorre nell'Acarnania. Le montagne calcaree della Grecia, come quelle dell'Epiro e della Tessaglia, sono ricche di bacini, ove le acque si raccolgono in laghi. Anche nell'Acarnania meridionale le acque hanno formato diversi bacini lacustri. Quivi, tra le terre alluvionali dell'Aspropotamo, si stende il bacino lacustre di Missolungi, diviso dallo Ionio da un cordone litoraneo.
Nel versante dell'Egeo scorrono vari corsi d'acqua. Vi sono quelli dell'Attica, che tuttavia non sono veri fiumi, ma solo modestissimi torrenti. Vero fiume (però meno ricco di acque dell'Aspropotamo) è il Peneo. Originario anch'esso del passo di Zygos, dopo aver raccolto le acque della conca tessala, si apre il varco al mare fra l'Olimpo e l'Ossa per una stretta gola ove termina la valle di Tembi, rinomata per la sua bellezza e per i ricordi leggendari. I laghi e le acque ferme della conca tessala sono quasi completamente scomparsi, e molto si è impicciolito il lago Karla, che raccoglieva le acque della pianura di Lárisa.
A sud dell'Othris scorre il fiume Sparkhiós, che, come l'Aspropotamo e il Peneo, ha recato molti mutamenti al piano alluvionale di sbocco; a esso si deve anche l'allargamento dello stretto valico delle Termopili (così dette dalle vicine sorgenti calde sulfuree). A sud dello Sperkhiós scorre il Cefiso (Kifissós), il cui bacino si apre fra le catene dell'Eta e del Parnaso: un ampio letto, già occupato da un lago, poi una stretta gola presso Orcomeno e sbocco in pianura fra campi coltivati, canneti e stagni, verso cui scorrono anche i torrenti sgorganti dal gruppo dell'Elicona. In autunno e inverno le forti piogge elevano il livello delle acque di alcuni metri, tanto da formare un vero lago, il cui eccesso si fa scaricare nel bacino dell'Ilikí, a levante, con una galleria di 760 metri. Opere di regolarizzazione del corso di questi capricciosi fiumicelli e di prosciugamento delle paludi vennero fatte anche anticamente dalle popolazioni del luogo.
Nel Peloponneso, tutto ad altopiani e a montagne, vi sono torrenti generalmente asciutti durante l'estate, con piene invernali alle quali si deve il trasporto e la sedimentazione delle alluvioni che formano i lembi di pianura costiera; per queste alluvioni anche i pochi bacini lacustri si vanno a poco a poco colmando. Gli antichi avevano cura di tenere sgombri gli inghiottitoi delle voragini carsiche per impedire la formazione di paludi malariche; ma nella Grecia rimbarbarita sotto i Turchi l'acqua si è accumulata nelle cavità formando ristagni, come il lago Stinfale (Stymfalías), le cui acque sono ora utilizzate per irrigare la pianura di Corinto.
Il carsismo, dominante nel Peloponneso, ha condannato alla sterilità molta parte della bella penisola. I ruscelli vi appaiono, per sfuggire poi allo sguardo e riapparire lontano, presso il mare. La pianura di Argo, ove erano Tirinto e Micene, è arida come l'Attica. Uno dei ruscelli che si inabissano nelle voragini di Mantinéa risorge qui con un getto d'acqua che si innalza sopra il mare, in un ribollimento largo oltre 15 metri. La valle di Sparta e quella di Messene offrono fenomeni analoghi. Tra i corsi d'acqua del Peloponneso si possono ricordare l'Eurota (Evrótas), il Pamiso (Pámisos), l'Alfeo (Alfiós) e il Peneo (Piniós). L'Eurota diretto al golfo di Laconia si perde nelle sabbie della spiaggia. Il Pamiso, fiume della Messenia, ha il privilegio della navigabilità per le barche di poco pescaggio, a causa del contributo dell'Hágios Floros, che giunge dai monti del fianco orientale e permette di irrigare un lembo di terra di rara fertilità. Sul fianco occidentale scende l'Alfeo, arricchito dal Landon, dalle limpide acque provenienti dalle nevi dell'Erimanto.
Praticamente solo i fiumi macedoni, Mesta (Néstos), Struma (Strimón) e Vardar (Axiós), alimentati dalle nevi del Rodope e dei massicci dell'alta Macedonia, sono, in conclusione, ricchi di acque, utilizzabili per l'irrigazione delle plaghe più basse. Appartiene alla Grecia solo il tratto terminale dei tre fiumi, i quali, prima di gettarsi nell'Egeo, formano vasti acquitrini, solo in parte bonificati. L'unico fiume macedone compreso interamente in territorio greco è l'Aliákmon, abbastanza lungo e ricco di acque, che sfocia nel golfo di Salonicco.

## Clima
Da quanto precede può rilevarsi solo parzialmente di quale entità sia stata la trasformazione dall'antichità a oggi del paesaggio greco che, spogliato in tanta parte dei suoi boschi, è stato interamente abbandonato per secoli all'azione demolitrice degli agenti atmosferici. Dal mare le sue montagne appaiono brulle, scarsamente rivestite di vegetazione. Asportata la terra vegetale dalle piogge e dalle acque selvagge, emerge la roccia nuda. Soltanto alcune cime dell'Etolia, dell'Acarnania, del Peloponneso conservano ancora in parte i loro densi boschi.
In un territorio così limitato come quello greco pochi Paesi al mondo possono presentare tanta varietà di climi. Compenso a tanta varietà è l'uniformità del clima marittimo nell'ampio sviluppo della fascia costiera. Esso è caratterizzato da inverni miti e piovosi e da estati calde e secche. Il vento che soffia sull'Egeo oscilla in brezze alternanti, ma durante quasi tutta l'estate dalla Macedonia venti, a volte violenti, spirano sulla Grecia e sull'Egeo; sono gli etesii ben noti agli antichi naviganti. In complesso il clima delle coste e delle isole è prettamente mediterraneo. Ma i monti, gli alti bacini chiusi dell'interno, devono alla loro altitudine un clima invernale singolarmente freddo, con una temperatura media analoga a quella dell'Europa centrale. In compenso, durante l'estate, nelle giornate più calde, quando l'atmosfera nei piani bassi è soffocante, facilmente si trova in alto gradevole frescura ristoratrice.
Le piogge sono molto disuguali per quantità da luogo a luogo. Sul versante occidentale del Pindo, nei monti dell'Epiro, dell'Etolia, dell'Arcadia e nelle isole Ionie, i venti dell'ovest portano copiose piogge: a Corfù cadono 1300 mm, ad Argostoli (Argostólion) 1361, a Karpenēsion 1245, a Kyparissia 997. Le piogge però cessano durante l'estate e perciò il paesaggio è per lo più arido. Comunque esse portano un buon contributo ai fiumi, come l'Aspropotamo e l'Alfeo. Vi sono poi regioni con estrema scarsità di piogge.
L'Argolide, l'Attica, le isole Egee non ricevono più di 400 mm di pioggia in due o tre mesi. D'estate,quando soffiano gli etesii, trascorrono fino a quattro mesi senza che una nube si veda nel cielo sempre limpido. Le sorgenti si isteriliscono e i fiumi si disseccano.

## Flora e fauna
La copertura vegetale del Paese è molto rada, oltreché per il clima, per le distruzioni operate dall'uomo e dagli incendi. Nella fascia altimetrica inferiore, sino a un'altezza oscillante tra gli 800 e i 1000 m, predomina la vegetazione xerofila e a tratti s'addensa ancora ben conservata la macchia mediterranea, costituita da un intrico di arbusti, in cui compaiono l'olivastro, il corbezzolo, l'alloro, il mirto, la ginestra, il cisto, il ginepro, il rosmarino, ecc.. Ma di frequente la macchia trapassa a gariga.
Sopra i 1000 m alla macchia succede il bosco, in cui compaiono in associazione specie sempreverdi (tra le quali è frequente il leccio) con latifoglie, come faggi, castagni, ecc. Questo bosco misto, verso i 1800 m cede il posto al bosco di abeti e di larici, che in alcuni elevati gruppi montuosi formano foresta.
La fauna è, come la vegetazione, assai impoverita. Solo negli alti boschi montani sopravvivono esemplari di carnivori, come sciacalli dorati, lupi, volpi e gatti selvatici. Vi sono anche orsi bruni. Sulle alte vette del monte Eta e del Pindo vivono alcuni camosci dei Balcani (Rupicapra rupicapra balcanica). Più frequenti nella macchia i cinghiali e i caprioli. Pochi esemplari di cervi rossi vivono nel Parco nazionale dei Monti Rodopi. 
Da non dimenticare che l'animale simbolo dell'isola di Rodi è il daino (Dama dama). Numerose specie di uccelli migratori (allodole, beccacce, pavoncelle, ecc.) svernano in Grecia.